# سایوز تی۴
سایوز-تی۴ (به روسی: Союз )(به معنای اتحاد) یک مأموریت سرنشین دار سازمان فضایی شوروی و حامل ششمین و آخرین گروه از فضانوردان برای استقرار بلند مدت انسان در مدار زمین بود که به سمت ایستگاه فضایی سالیوت۶ پرتاب شد. البته سایوز تی۴ نتوانست رکوردهای پیشین را بهبود ببخشد و مأموریت آن حدود ۷۵ روز به طول انجامید. به دلیل برنامه‌ریزی‌های انجام شده و ماهیت این مأموریت، سایوز تی۴ با ماموریت‌های سایوز۳۹ و سایوز۴۰ در ارتباط کامل بوده‌است.

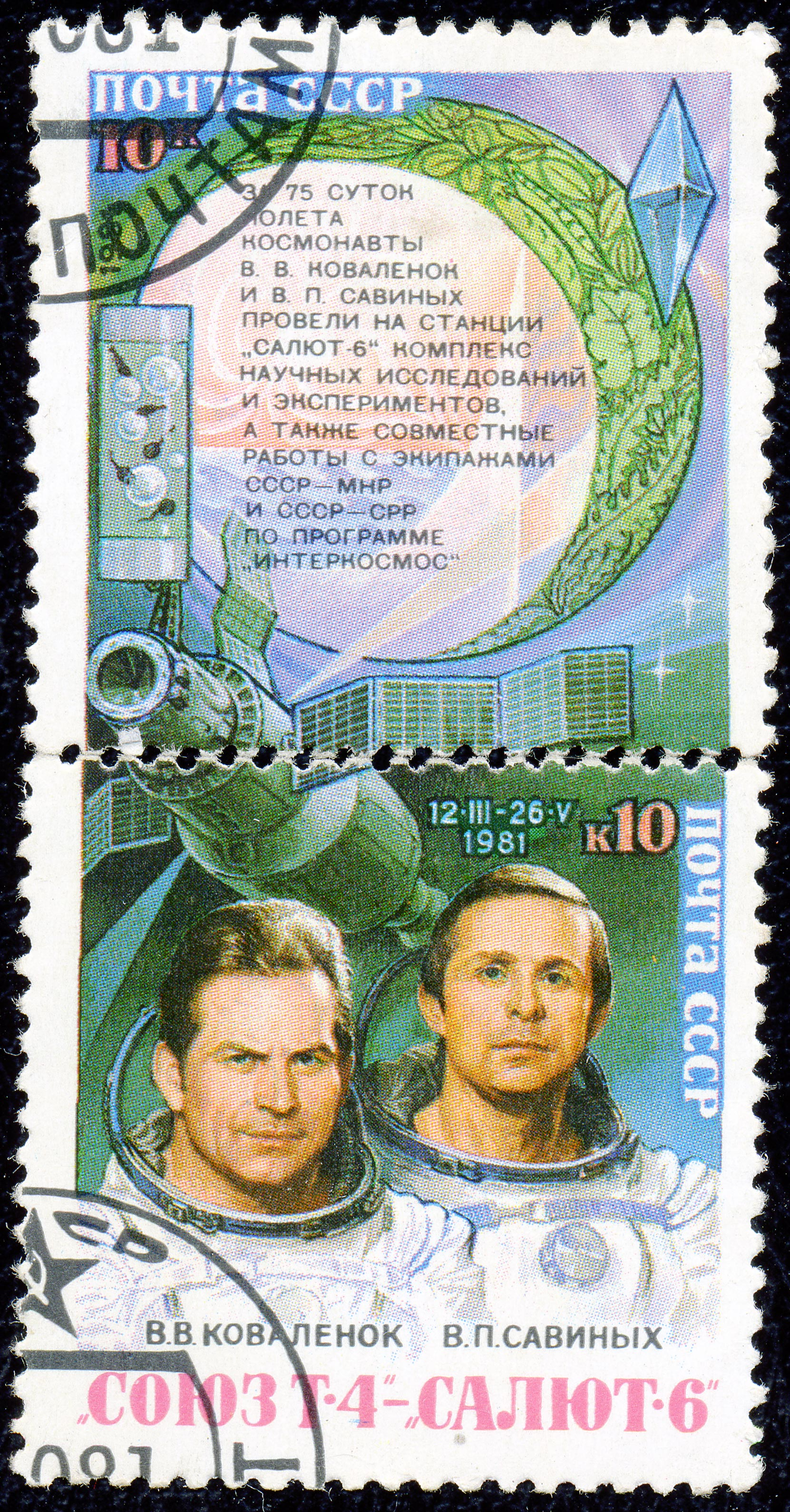
تصویر فضانوردان سایوز تی۴ روی تمبر

## خدمه مأموریت
| شماره | نام                | ملیت               | تعداد پرواز | نقش عملیاتی | تصویر |
| ۱     | ولادیمیر کوالیونوک | اتحاد جماهیر شوروی | ۳           | فرمانده     |       |
| ۲     | ویکتور ساوینیخ     | اتحاد جماهیر شوروی | ۱           | مهندس پرواز |       |